# Anicla lubricans
Anicla lubricans là một loài bướm đêm thuộc họ Noctuidae. Loài này có ở khu vực tây nam của Hoa Kỳ, có ở North Carolina, phía nam đến Florida và phía tây đến miền đông Texas.
Sải cánh dài khoảng 35 mm. Con trưởng thành bay quanh năm.